# Babina chapaensis
Babina chapaensis är en groddjursart som först beskrevs av Bourret 1937.  Babina chapaensis ingår i släktet Babina och familjen egentliga grodor. IUCN kategoriserar arten globalt som livskraftig. Inga underarter finns listade.